# XVII легион
XVII легион (лат. Legio XVII) — римский легион эпохи республики и империи.
Был основан, вероятно, в 41/40 году до н. э. Предположительно, подразделение участвовало в гражданских войнах последних лет республики, походах в Германию. Легион был разгромлен в Тевтобургском лесу в 9 году. Возможно, имел прозвище «Германский» или «Галльский».
Эмблема легиона неизвестна.

## История легиона
XVII легион неизвестен ни из одного источника за исключением единственной надписи[какой?], которая должна быть прочитана в обратном направлении. Следовательно, он является одним из самых загадочных воинских формирований Древнего Рима. Существование XVII легиона в армии Октавиана Августа на самом деле является гипотетичным. Тем не менее, существуют аргументы в пользу этой гипотезы:
- Все легионы армии Августа были пронумерованы от одного до двадцати двух и было бы странно, если бы не существовало семнадцатого легиона;
- Во время сражения в Тевтобургском лесу было уничтожено три легиона. Среди них были восемнадцатый и девятнадцатый. Ни один другой легион не прекращает существования в рассматриваемый период, что делает вероятным предположение о гибели вместе с ними именно семнадцатого.
- Кроме того, несколько легионов с порядковым номером «XVII» известны[кому?] из эпохи гражданских войн[1].

Во время гражданской войны 49—45 годов до н. э. в армиях Гая Юлия Цезаря и Гнея Помпея Великого сражались легионы с номерами XVII, XVIII и XIX, но их дальнейшая судьба неизвестна. Было высказано мнение, что легионы Цезаря, которыми командовал Гай Скрибоний Курион, были уничтожены в Африке, однако это опять-таки лишь гипотеза.
Более вероятным является версия, что XVII легион был основан в 41 или 40 году до н. э. после битвы при Филиппах (где были побеждены убийцы Цезаря Брут и Кассий). Его основателем, по всей видимости, был наследник Цезаря Октавиан, который нуждался в новых подразделениях, чтобы положить конец владычеству Секста Помпея на Сицилии, которое угрожало прервать поставки зерна в Рим. Представляется верным, что новообразованный легион состоял из ветеранов армии Брута и Кассия и новобранцев из Северной Италии. Возможность того, что XVII легион идентичен XVII Морскому легиону (лат. Legio XVII Classica) Марка Антония, не может быть исключена, но тем не менее представляется гипотетической.
По одной реконструкции истории легиона, он мог пребывать в Аквитании в течение пятнадцати лет после битвы при Акциуме в 31 году до н. э.. Надпись, содержащая сочетание цифр «IIVX», обнаруженная в Эле в Эльзасе, позволяет предположить, что подразделение в течение некоторого времени находилось на Среднем Рейне. Позже, он почти наверняка был переведен на Нижний Рейн, вместе с XVI Галльским и XVIII легионом.
XVII легион мог принимать участие в походах Друза и Тиберия в Германию. В те годы он, по всей видимости, дислоцировался в Кастре Ветере. Другими местами, где он мог находиться, называют Обераден или Хальтерн. Зимний лагерь легиона, быть может, был в Алтаре убиев. В 6 году Тиберий повел армию из восьми легионов (VIII Августов, XV Аполлонов, XX Валериев Победоносный, XXI Стремительный, XIII Парный, XIV Парный и XVI Галльский и ещё один неизвестный) против царя маркоманнов Маробода с юга в то же время как I Германский, V Жаворонков, XVII, XVIII и XIX должны атаковать с севера. Этой грандиозной операции помешало Великое Иллирийское восстание.
Спустя три года, XVII легион был уничтожен вместе с XVIII и XIX легионами в Тевтобургском лесу восставшими германцами, над которыми предводительствовал Арминий. В сражении погиб также и наместник Германии Публий Квинтилий Вар. Орел легиона был возвращен либо в ходе кампании Германика за Рейном, либо во время похода хавков Габиния Секунда в 42 году. В память о несчастье, постигшем XVII легион, его номер больше не присваивался другим легионам.